# A telhetetlen
A telhetetlen (eredeti cím: Insatiable) 2018-tól vetített amerikai televíziós filmsorozat, amelynek alkotója Lauren Gussis. A zeneszerzője Julian Wass. A tévéfilmsorozat a Lady Magic Productions, a Storied Media Group, a Ryan Seacrest Productions és a CBS Television Studios gyártásában készült és a Netflix és a CBS Television Distribution forgalmazásában jelent meg. A sorozat először 2018. augusztus 10-én debütált a Netflix oldalán. A magyar szinkront 2019 júliusában élesítették.

## Ismertető
Patty Bladell egy túlsúlyos, 17 éves lány, aki gyűlöli az életét. Egy nap azonban megváltozik az élete, mivel egy hajléktalan megüti, és eltörik az állkapcsa. Hónapokig nem tud rendesen enni, ennek következtében pedig lefogy. A hajléktalannal kapcsolatos per miatt az anyjával felkeresi Bob Armstrongot, aki szépségverseny-tréner, és egyben ügyvéd is. Bob meglátja Pattyben a szépségkirálynőt, és a szárnyai alá veszi.

## Szereplők

### Főszereplők
| Szereplő                   | Színész            | Magyar hang        |
| -------------------------- | ------------------ | ------------------ |
| Robert "Bob" Armstrong Jr. | Dallas Roberts     | Holl Nándor        |
| Patricia "Patty" Bladell   | Debby Ryan         | Bogdányi Titanilla |
| Robert "Bob" Barnard       | Christopher Gorham | Varga Gábor        |
| Angie Bladell              | Sarah Colonna      | Fullajtár Andrea   |
| Magnolia Barnard           | Erinn Westbrook    | Laurinyecz Réka    |
| Nonnie Thompson            | Kimmy Shields      | Réti Adrienn       |
| Brick Armstrong            | Michael Provos     | Jéger Zsombor      |
| Dixie Sinclair             | Irene Choi         | Gulás Fanni        |
| Coralee Huggens-Armstrong  | Alyssa Milano      | Kökényessy Ági     |
| Regina Sinclair            | Arden Myrin        | Pap Kati           |

### Visszatérő szereplők
| Szereplő                  | Színész               | Magyar hang    |
| ------------------------- | --------------------- | -------------- |
| Donald Choi               | Daniel Kang           | Szántó Balázs  |
| Sheriff Hank Thompson     | Jordan Gelber         | Molnár Kristóf |
| Christian Keene (1. évad) | James Lastovic        | Gacsal Ádám    |
| Gail Keene                | Christine Taylor      | Csere Ágnes    |
| Pastor Mike Keene         | Michael Ian Black     | Pavletits Béla |
| Deborah "Dee" Marshall    | Ashley D. Kelley      | Kokas Piroska  |
| Henry Lee (2. évad)       | Alex Landi            | Novkov Máté    |
| Detective Rudy Cruz       | Vincent Rodriguez III | Ágoston Péter  |

### Vendégszereplők
| Szereplő                   | Színész                   | Magyar hang    |
| -------------------------- | ------------------------- | -------------- |
| Etta Mae Barnard           | Carly Hughes              | Ruttkay Laura  |
| Robert Armstrong, Sr.      | Brett Rice                | Forgács Gábor  |
| Roxy Buckley               | Chloe Bridges             | Gyöngy Zsuzsa  |
| Stella Rose Buckley        | Beverly D’Angelo          | Kovács Nóra    |
| Father Schwartz            | Jon Lovitz                |                |
| Gary / Kid                 | Drew Scheid               | Pál Dániel     |
| Gordy Greer                | William Baldwin (1. évad) | Zöld Csaba     |
| Gordy Greer                | Dana Ashbrook (2. évad)   | Zöld Csaba     |
| Gloria Reyes (2. évad)     | Gloria Diaz               | Kocsis Judit   |
| Jonathan (2. évad)         | Tommy Dorfman             |                |
| Becky (2. évad)            | Katherine Manchester      |                |
| Shannon (2. évad)          | Shannon DeVido            | Bertalan Ágnes |
| Brazen Moorehead (2. évad) | Lance Bass                |                |

## Magyar változat
- Magyar szöveg: Dudás Emese
- Hangmérnök: Halas Péter
- Vágó: Győrösi Gabriella
- Gyártásvezető: Farkas Márta
- Szinkronrendező: Nikodém Gerda

A szinkront a Direct Dub Studios készítette.

## Epizódok
| Évad | Évad | Részek száma | Részek száma | Eredeti sugárzás    | Eredeti sugárzás    | Eredeti adó | Magyar sugárzás   | Magyar sugárzás   | Magyar adó |
| Évad | Évad | Részek száma | Részek száma | Évadbemutató        | Évadzáró            | Eredeti adó | Évadbemutató      | Évadzáró          | Magyar adó |
| ---- | ---- | ------------ | ------------ | ------------------- | ------------------- | ----------- | ----------------- | ----------------- | ---------- |
|      | 1.   | 12           | 12           | 2018. augusztus 10. | 2018. augusztus 10. | Netflix     | 2019. július      | 2019. július      | Netflix    |
|      | 2.   | 10           | 10           | 2019. október 11.   | 2019. október 11.   | Netflix     | 2019. október 11. | 2019. október 11. | Netflix    |

### 1. évad (2018)
| Sor. | Év. | Cím                                                  | Rendező         | Író                              | Premier             |
| --- | --- | ---------------------------------------------------- | --------------- | -------------------------------- | ------------------- |
| 1. | 1.  | Bevezető (Pilot)                                     | Andrew Fleming  | Lauren Gussis                    | 2018. augusztus 10. |
| A tinédzser Pattyből mindig csúfot űznek. Bírósághoz fordul, egy hajléktalan emberrel szemben küzd. A védőügyvéd, Bob úgy érzi, ha segít neki, azzal jóvátehet valamit. |     |                                                      |                 |                                  |                     |
| 2. | 2.  | A vékonyság varázsa (Skinny Is Magic)                | Andrew Fleming  | Lauren Gussis és Jace Richdale   | 2018. augusztus 10. |
| Egy motelben gyanús tűz üt ki, Patty azon töpreng, vajon ő volt-e a hibás. Nonnie-val megpróbálják megoldani a rejtélyt az tanév első napján.                           |     |                                                      |                 |                                  |                     |
| 3. | 3.  | Miss Bareback Buckaroo (Miss Bareback Buckaroo)      | Andrew Fleming  | Kari Drake és Craig Chester      | 2018. augusztus 10. |
| Bob elviszi Pattyt Alabamába, hogy találkozzon korábbi pártfogójával, Stella Rose-zal. Coralee-t meglátogatja a nővére, akit nem szívesen lát.                          |     |                                                      |                 |                                  |                     |
| 4. | 4.  | Írj vissza hamar (WMBS)                              | Maggie Kiley    | Danielle Hoover és David Monahan | 2018. augusztus 10. |
| Patty azon töpreng, mit csináljon Stella Rose nyakláncával, és meg szeretné nyerni az első megmérettetést, egy anya-lánya esemény                                       |     |                                                      |                 |                                  |                     |
| 5. | 5.  | Bikinik és ribik (Bikinis and Bitches)               | Andrew Fleming  | Lauren Gussis és Andrew Green    | 2018. augusztus 10. |
| Feltörik Patty telefonját, és internetes zaklatással vádolják. Magnoliának támad egy ötlete a nap megmentésére. Brick őszinte és mély beszélgetést folytat az apjával.  |     |                                                      |                 |                                  |                     |
| 6. | 6.  | Mártogatós és fánk (Dunk 'N' Donut)                  | Brian Dannelly  | Kari Drake és Jace Richdale      | 2018. augusztus 10. |
| Nonnie ráébred, mit akar elérni. Patty két szerelmi érdek között vergődik, dönteni akar, és a keresztelőre készül.                                                      |     |                                                      |                 |                                  |                     |
| 7. | 7.  | Miss Magic Jesus (Miss Magic Jesus)                  | Lev L. Spiro    | Danielle Hoover és David Monahan | 2018. augusztus 10. |
| A hölgyek a Miss Magic Jesus szépségversenyre és bibliaismereti versenyre készülnek. Bob Roxyhoz fűződő kapcsolatán mereng.                                             |     |                                                      |                 |                                  |                     |
| 8. | 8.  | Győztesek és vesztesek (Wieners and Losers)          | Andrew Fleming  | Lauren Gussis és Jenina Kibuka   | 2018. augusztus 10. |
| Patty a jövője szempontjából kulcsfontosságú döntés előtt áll. Bobot arra kéri apja, hozza helyre házasságát Coralee-vel.                                               |     |                                                      |                 |                                  |                     |
| 9. | 9.  | Rossz cica (Bad Kitty)                               | Steven Tsuchida | Tim Schlattmann                  | 2018. augusztus 10. |
| Mike atya meggyőzi Pattyt arról, hogy démon lakik benne, Christiannek pedig van egy javaslata. Bob az érzelmeivel küzd.                                                 |     |                                                      |                 |                                  |                     |
| 10. | 10. | Banán-szív-banán (Banana Heart Banana)               | Elodie Keene    | Lauren Gussis és Michael Ellis   | 2018. augusztus 10. |
| Bob Barnard ragaszkodik az igazságához. Patty jótékonysági sütést tervez, hogy pénzt gyűjtsön Dixie-nek. Coralee egy üzleti ötlettel jön elő.                           |     |                                                      |                 |                                  |                     |
| 11. | 11. | A győztesek győznek, és pont. (Winners Win. Period.) | Lev L. Spiro    | Lauren Gussis és Michael Ellis   | 2018. augusztus 10. |
| Patty igyekszik jóvátenni a történteket. Bobék tovább akarnak lépni, de nem tudják, hogyan tegyék. Regina hisz Coralee vállalkozási tervében.                           |     |                                                      |                 |                                  |                     |
| 12. | 12. | Miért történnek rossz dolgok (Why Bad Things Happen) | Andrew Fleming  | Lauren Gussis és Jace Richdale   | 2018. augusztus 10. |
| Nonnie és Brick az eltűnt Pattyt keresik. Bob látszólag lehetetlen döntés előtt áll. Regina tanácsot ad Christiannak.                                                   |     |                                                      |                 |                                  |                     |

### 2. évad (2019)
| Sor. | Év. | Cím                                              | Rendező        | Író                             | Premier           |
| --- | --- | ------------------------------------------------ | -------------- | ------------------------------- | ----------------- |
| 13. | 1.  | Disznó (Pig)                                     | Andrew Fleming | Lauren Gussis                   | 2019. október 11. |
| Patty és Bob kétségbeesetten próbálja leplezni a lány bűneit, és közben néhány meglepetés éri őket. A regionális verseny királynője megkapja a koronáját.                  |     |                                                  |                |                                 |                   |
| 14. | 2.  | A halott lány (Dead Girl)                        | Brian Dannelly | Rick Cleveland                  | 2019. október 11. |
| Miközben a rendőrség a gyilkosság ügyében nyomoz, Patty próbálja egyesíteni a szépségverseny résztvevőit egy PR-eseményen, hogy megváltoztassa a főcímeket.                |     |                                                  |                |                                 |                   |
| 15. | 3.  | Bumeráng (Boomerang)                             | Damian Marcano | Scott King                      | 2019. október 11. |
| Patty támogatót talál étkezési zavaraihoz, és találkozik egy fontos emberrel. Bobnak új ügyfele lesz. Coralee bátorítja Bob Barnardot, hogy induljon a polgármesterségért. |     |                                                  |                |                                 |                   |
| 16. | 4.  | Mérgező Patty (Poison Patty)                     | Andrew Fleming | Lauren Gussis és Andrew Fleming | 2019. október 11. |
| Coralee és Regina tamponpartit szervez. Bob elmegy egy poligám villámrandira. Pattyt látomások gyötrik, miközben a „kishúgát” támogatja.                                   |     |                                                  |                |                                 |                   |
| 17. | 5.  | Magnolia nyomában (Finding Magnolia)             | Brian Dannelly | Jessica Watson                  | 2019. október 11. |
| Magnolia ellátogat a Hughes Egyetemre, hogy megpróbálja összerakni elveszített emlékeit. Dixie fényt derít egy sokkoló titokra. Bob elindítja választási kampányát.        |     |                                                  |                |                                 |                   |
| 18. | 6.  | Egyél és fuss (Eat and Run)                      | Ryan Shiraki   | Lisa Parsons                    | 2019. október 11. |
| 19. | 7.  | Minden megy (Full Brazilian)                     | Nancy Hower    | Gil Hizon                       | 2019. október 11. |
| 20. | 8.  | Sikkesen a sitten (Pretty in Prison)             | Suzi Yoonessi  | Michael Ellis                   | 2019. október 11. |
| 21. | 9.  | Hölgybomba (Ladybomb)                            | Brian Dannelly | Roxy Röckenwagner               | 2019. október 11. |
| 22. | 10. | A legtöbb, ami lehetsz (The Most You You Can Be) | Andrew Fleming | Lauren Gussis és Rick Cleveland | 2019. október 11. |